# Oier Olazábal
Oier Olazábal Paredes (Irún, 14 september 1989) is een Spaans voetballer die dienstdoet als doelman. Hij komt sinds januari 2017 uit voor Levante.

## Carrière

### Jeugd
Olazábal begon als voetballer bij Englantins de Hendaya. Hij kwam vervolgens bij de jeugdelftallen van Real Unión de Irún. In het seizoen 2006/2007 speelde de jonge Bask enkele wedstrijden met het eerste elftal van Real Unión in de Segunda División B. Real Madrid en Liverpool FC wilden hem contracteren, maar Olazábal koos voor FC Barcelona. Hij werd bij de Catalaanse club doelman van Barça B, het tweede elftal. Met dit team werd hij in 2008 kampioen van de Tercera División Grupo 5.

### FC Barcelona
Olazábal debuteerde op 5 augustus in het eerste elftal in een oefenwedstrijd tegen Beijing Guoan. Na het vertrek van Rubén Martínez naar Racing Ferrol was hij de eerste doelman van FC Barcelona B en derde keeper van het eerste elftal, na Víctor Valdés en José Manuel Pinto. Op 2 januari 2008 maakte Olazábal zijn officiële debuut in het eerste elftal, in een bekerwedstrijd tegen CD Alcoyano. Op 17 mei 2009 maakte hij als basisspeler zijn debuut in de Primera División, tegen Real Mallorca. Verdere optredens kwamen er niet in het eerste elftal, al zat Olazábel er wel regelmatig op de bank, onder andere tijdens de Champions League-finale van 2011.

### Granada CF
In de zomer van 2014 koos Olazábal er toch voor om een ander pad de bewandelen en tekende hij een contract voor vier seizoenen bij Granada CF. In zijn eerste seizoen speelde hij 14 competitiewedstrijden in de Primera División, maar stond hij toch vooral in de schaduw van de 35-jarige Roberto Fernández. In het seizoen 2015/16 werd hij daarom uitgeleend aan Real Sociedad, maar daar kwam hij nóg minder aan de bak. Toen hij na zijn terugkeer in de zomer van 2016 helemáál niet meer aan spelen toekwam, werd hij in januari 2017 uitgeleend aan tweedeklasser Levante UD.

### Levante UD
In het begin van zijn uitleenbeurt was Olazábal nog de doublure van Raúl Fernández, maar op het einde van het seizoen nam de Bask diens plaats in doel in. Levante werd uiteindelijk kampioen in de Segunda División A en kocht Olazábal definitief over van Granada. In de Primera División werd Olazábal de nummer één in doel.

## Statistieken
| Seizoen         | Club            | Competitie                 | Competitie | Competitie | Beker | Beker | Supercup | Supercup | Europa | Europa | Totaal | Totaal |
| Seizoen         | Club            | Competitie                 | Wed.       | Dlp.       | Wed.  | Dlp.  | Wed.     | Dlp.     | Wed.   | Dlp.   | Wed.   | Dlp.   |
| --------------- | --------------- | -------------------------- | ---------- | ---------- | ----- | ----- | -------- | -------- | ------ | ------ | ------ | ------ |
| 2007/08         | Barça Atlètic   | Tercera División Grupo 5   | 31         | 0          | 0     | 0     | —        | —        | —      | —      | 31     | 0      |
| 2007/08         | FC Barcelona    | Primera División           | 0          | 0          | 1     | 0     | 0        | 0        | 0      | 0      | 1      | 0      |
| 2008/09         | Barça Atlètic   | Segunda División B Grupo 2 | 9          | 0          | 0     | 0     | —        | —        | —      | —      | 9      | 0      |
| 2008/09         | FC Barcelona    | Primera División           | 1          | 0          | 0     | 0     | 0        | 0        | 0      | 0      | 1      | 0      |
| 2009/10         | Barça Atlètic   | Segunda División B Grupo 2 | 21         | 0          | 0     | 0     | —        | —        | —      | —      | 21     | 0      |
| 2010/11         | Barça Atlètic   | Segunda División A         | 15         | 0          | 0     | 0     | —        | —        | —      | —      | 15     | 0      |
| 2011/12         | Barça Atlètic   | Segunda División A         | 23         | 0          | 0     | 0     | —        | —        | —      | —      | 23     | 0      |
| 2012/13         | Barça Atlètic   | Segunda División A         | 19         | 0          | 0     | 0     | —        | —        | —      | —      | 19     | 0      |
| 2013/14         | Barça Atlètic   | Segunda División A         | 0          | 0          | 0     | 0     | —        | —        | —      | —      | 0      | 0      |
| 2014/15         | Granada         | Primera División           | 14         | 0          | 2     | 0     | —        | —        | —      | —      | 16     | 0      |
| 2015/16         | → Real Sociedad | Primera División           | 3          | 0          | 2     | 0     | —        | —        | —      | —      | 5      | 0      |
| 2016/17         | Granada CF      | Primera División           | 0          | 0          | 1     | 0     | —        | —        | —      | —      | 1      | 0      |
| 2016/17         | → Levante       | Segunda División A         | 5          | 0          | 0     | 0     | —        | —        | —      | —      | 5      | 0      |
| 2017/18         | Levante         | Primera División           | 26         | 0          | 1     | 0     | —        | —        | —      | —      | 27     | 0      |
| 2018/19         | Levante         | Primera División           | 21         | 0          | 0     | 0     | —        | —        | —      | —      | 21     | 0      |
| Carrière totaal | Carrière totaal | Carrière totaal            | 188        | 0          | 7     | 0     | 0        | 0        | 0      | 0      | 195    | 0      |

Bijgewerkt op 30 april 2019.
1 Vegas ·
2 Son ·
3 Toño ·
4 Pier ·
5 Radoja ·
6 Duarte ·
7 León ·
9 Roger ·
10 Bardhi ·
11 Morales  ·
12 Malsa ·
13 Fernández ·
14 Vezo ·
15 Postigo ·
16 Rochina ·
17 Vukčević ·
18 De Frutos ·
19 Clerc ·
20 Miramón ·
21 Gómez ·
22 Melero ·
23 Coke ·
24 Campaña ·
25 Doukouré ·
34 Cárdenas ·
Coach: López